# 小椒草
小椒草（学名：Peperomia reflexa）为胡椒科椒草属下的一个种。